# Heaven and Hell (Vangelis)
Heaven and Hell is een studioalbum uit 1975 van Vangelis, zijn eerste 'artiestenalbum' onder die naam. Het kan tevens worden gezien als zijn doorbraakalbum. Het album werd opgenomen in Nemo Studios in Londen, de eigen opnamestudio die Vangelis liet bouwen na zijn vertrek uit Parijs. Met zijn vertrek uit Parijs, verbond Vangelis zich ook aan een (voor hem) nieuw platenlabel: RCA Records.
Het album valt in twee delen uiteen (Part I en Part II, waarbij So Long Ago, So Clear met Jon Anderson onderdeel is van Part I). Het eerste deel is het deel dat geschreven is in de stijl van progressieve rock, het tweede deel wijst meer terug naar zijn eerdere albums. Daarbij zou gezegd kunnen worden dat het eerste deel de hemel ("Heaven") en het tweede deel de hel ("Hell") weergeeft daar het eerste deel over het geheel uitbundig is en het tweede deel een stuk duisterder is, met af en toe onheilspellende geluiden. Toch lopen duistere en vrolijke gedeeltes enigszins door elkaar. Het album kreeg enige bekendheid doordat Movement 3 gebruikt werd als inleidende muziek van de televisieserie Cosmos van Carl Sagan. Voorts is in deel 1 al de muzikale stijl uit Vangelis' toekomst te horen. De 'oude' albums The Dragon en Hypothesis, die door Vangelis waren afgekeurd voor uitgave, zijn qua stijl muzikaal terug te vinden in deel 2 met zijn etnische ritmes.
Dit album vormt tevens het begin van een samenwerking van Jon Anderson (van Yes) en Vangelis, een samenwerking die vruchtbaar bleek. In Engeland haalde dit album plaats nummer 31 in de albumlijst; in Nederland haalde het de lijst niet (top 30). De hoes was een ontwerp van Mike Doud.

## Musici
- Vangelis – toetsinstrumenten, percussie
- Jon Anderson – zang op So Long Ago, So Clear
- Vana Veroutis – eerste stem koor
- English Chamber Choir – o.l.v. Guy Protheroe (zie ook albums van Rick Wakeman)

## Tracklist
De meeste uitgaven vermelden alleen Part I en Part II; een oudere persing gaf de volledige tracklist.
| 1.                 | Bacchanale                                             | 4:40 |
| 2.                 | Symphony to the Powers B (Movements 1, 2)              | 8:18 |
| 3.                 | Symphony to the Powers B (Movement 3)                  | 4:03 |
| 4.                 | So Long Ago, So Clear (tekst en zang van Jon Anderson) | 4:48 |
| Totale duur: 22:03 |                                                        |      |

| 5.                 | Intestinal Bat           | 3:18 |
| 6.                 | Needles and Bones        | 3:22 |
| 7.                 | 12 O'Clock (deel 1 en 2) | 8:48 |
| 8.                 | Aries                    | 2:05 |
| 9.                 | A Way                    | 3:45 |
| Totale duur: 21:20 |                          |      |